# Зункарский сельсовет
Зункарский сельсовет — упразднённое муниципальное образование в составе Нефтекумского района Ставропольского края Российской Федерации.
Административный центр — посёлок Зункарь.

## География
Сельское поселение находилось в южной части Нефтекумского района, где граничило с Курским районом. Расстояние от административного центра муниципального образования до районного центра — 68 км. Общая площадь территории — 65,8 км².

## История
Образован 1 июня 1993 года.
С 1 мая 2017 года, в соответствии с Законом Ставропольского края от 29 апреля 2016 года № 47-кз, все муниципальные образования Нефтекумского муниципального района (городские поселения Нефтекумск, посёлок Затеречный, сельские поселения село Ачикулак, Закумский сельсовет, Зимнеставочный сельсовет, Зункарский сельсовет, Кара-Тюбинский сельсовет, Каясулинский сельсовет, Махмуд-Мектебский сельсовет, Новкус-Артезианский сельсовет, Озек-Суатский сельсовет и Тукуй-Мектебский сельсовет) были преобразованы, путём их объединения, в Нефтекумский городской округ.

## Население
| 1989  | 2002  | 2010  | 2011  | 2012  |
| ----- | ----- | ----- | ----- | ----- |
| 1079  | ↗1519 | ↘1512 | ↘1510 | ↘1506 |
| 2013  | 2014  | 2015  | 2016  | 2017  |
| ↘1487 | ↗1520 | →1520 | ↘1510 | ↘1501 |

### Национальный состав
Согласно переписи населения 2010 года:
| №  | Национальность | Численность, чел. | Доля   |
| -- | -------------- | ----------------- | ------ |
| 1  | ногайцы        | 582               | 38,5 % |
| 2  | даргинцы       | 409               | 27,0 % |
| 3  | русские        | 404               | 26,7 % |
| 4  | туркмены       | 27                | 1,8 %  |
| 5  | татары         | 21                | 1,4 %  |
| 6  | аварцы         | 13                | 0,9 %  |
| 7  | чеченцы        | 12                | 0,8 %  |
| 8  | украинцы       | 9                 | 0,6 %  |
| 9  | кабардинцы     | 7                 | 0,5 %  |
| 10 | немцы          | 7                 | 0,5 %  |
| 11 | армяне         | 7                 | 0,5 %  |
| 12 | другие         | 14                | 0,9 %  |

## Населенные пункты
До упразднения Зункарского сельсовета в состав его территории входили 2 населённых пункта:
| № | Населённый пункт | Тип населённого пункта          | Население |
| - | ---------------- | ------------------------------- | --------- |
| 1 | Бейсей           | аул                             | →400      |
| 2 | Зункарь          | посёлок, административный центр | →1100     |